# Marian Karel
Marian Karel (* 21. srpen 1944 Pardubice) je český sklářský výtvarník, sochař, tvůrce skleněných objektů a realizací v architektuře a vysokoškolský pedagog. Je členem Umělecké besedy.

## Život
Na přání otce, který byl učitelem geometrie, absolvoval v letech 1959–1963 obor pasířství na Odborné škole šperkařské v Jablonci nad Nisou a poté matematiku a výtvarnou výchovu na Pedagogickém institutu v Pardubicích. V té době se věnoval zejména modelování. Od roku 1965 studoval na Vysoké škole uměleckoprůmyslové v Praze u doc. Václava Plátka, který převzal ateliér Karla Štipla. Po prvním ročníku se studenti vzbouřili proti tuhé disciplíně a nedostatku tvůrčí volnosti a dosáhli toho, že ateliér skla převzal  prof. Stanislav Libenský. Liberální atmosféra, která v ateliéru panovala, definitivně rozhodla o jeho příštím směřování k autorskému sklu. Studia ukončil roku 1972 a poté působil jako výtvarník ve svobodném povolání.
Od r. 1990 působil jako hostující pedagog a od roku 1992 jako vedoucí ateliéru Sklo v architektuře na Vysoké škole uměleckoprůmyslové v Praze. Roku 1995 byl jmenován profesorem a současně vedoucím katedry volného umění. V jeho ateliéru je kladen důraz jednak na studium přírody a kresbu a modelaci figury a zároveň na práci s prostorem a uplatněním skla ve vazbě k architektuře. Od roku 2009 působí jako profesor na Fakultě architektury ČVUT, kde vede Ústav průmyslového designu.
Od 80. let působil jako pedagog na sklářských školách v zahraničí: 1983, 1989 Pilchuck Glass School, WA, USA; 1986 British Artists in Glass, Velká Británie; 1987 GAS, Philadelphia and Kent State University, OH, USA; 1988 Miasa Glass Workshop, Japonsko; 1992 Niijima Glass Centre, Japonsko; 1998 Auckland Faculty, Nový Zéland; 1999 Toyama City Institut of Glass, Japonsko; Jacksonville University, USA; 2000 Hameenlinna, Finsko; 2002 Strasbourg, Francie; 2003 Watrford, Irsko). Roku 1993 se zúčastnil 1. Mezinárodního sklářského sympozia výtvarníků plochého skla pořádaného sklárnou Glavunion. Autoři během následujících setkání založili World Association of Flat Glass Artists. Roku 2011 byl členem poroty, která uděluje ceny Stanislava Libenského za umělecké sklo.

### Ocenění
- 1991 Sklářská cena Praha ´91

## Dílo
Během studia na VŠUP se začal zabývat vztahem geometricky přesného skleněného tvaru k prostoru a světlu. Toto téma se prolíná celou jeho následující tvorbou. 
Ve druhém ročníku studia na VŠUP vytvořil na zadané téma "Solitér" svůj první geometrický objekt z broušeného křišťálového skla. Dílo svou novostí zaskočilo prof. Libenského a oslovilo spolužáky Oldřicha Plívu, Pavla Vašíčka a Jána Zoričáka. Spolu s nimi v následujícím období zkoumal optické efekty nejrůznějších geometrických tvarů. Marian Karel stál u zrodu nového směru vývoje československé autorské skleněné plastiky,  který mu přinesl mezinárodní uznání. Celá čtveřice výtvarníků, zabývajících se prizmatickou plastikou (přezdívaných "kostičkáři"), na sebe upozornila na mezinárodních přehlídkách skleněné plastiky v Coburgu a na světové přehlídce New Glass 79 - A Worldwide Survey v Corningu (New York). Výrazně se zasadili o vznik nového konstruktivního, jasného, výtvarně zvládnutého a dokonale profesionálně provedeného konceptu a vybudování nového manuálu forem na základě geometrie a využití optických vlastností skla.
Geometrickým objektům broušeným z bloku barevného nebo optického křišťálového skla, z nichž některé budí dojem zmenšeného modelu k monumentální realizaci, se Marian Karel věnoval až do počátku 80. let. Vychází z tavené plastiky, kterou brousí a leští, řeže, slepuje a znovu brousí. Zásahy do tvaru hranolových, válcových či kuželových objektů, jako jsou výseče, zalomení nebo zaoblení, dělením nebo kombinací základních geometrických prvků, dosahuje iluzivní prostorové proměny.
Zpočátku atraktivní téma mělo i svá úskalí, protože množství variant bylo omezené a brzy bylo obtížné rozeznat autorství. Po společné výstavě roku 1981 se každy ze členů skupiny "kostičkářů" vydal jinou individuální cestou.
Počátkem 80. let začal sestavovat rozměrné prostorové objekty z tabulového skla (floatu), kterými nově definuje prostor galerie nebo architekturu. Během sympozií Prostor I-III, které organizoval Kristian Suda, měl možnost instalovat své objekty v interiéru i v otevřené krajině. Uplatňuje v nich schopnost skla zrcadlit okolí, nebo lámat světlo různým nakloněním plochy. Kromě průhledného skla využívá i sklo matované, kov nebo kámen. Propojením lineární kresby na stěně s linií na tabuli skla vytvoří nový geometrický útvar, který je dynamickou iluzí stereometrického tělesa.
Na Expo ´92 v Seville vytvořil monumentální sofistikovanou racionální kompozici z tabulového skla na prostorové kovové konstrukci o rozměrech 5 x 17 x 7 m, která aktualizovala dědictví ruského konstruktivismu. V odborných kruzích bylo vystoupení českých sklářů (Karel, Kopecký, Matouš) nazváno vizí umění 21. století. Minimalistické a důsledně ekonomické kompozice Mariana Karla z tabulového skla patří k nejabstraktnějším sklářským dílům. Peter Layton ho řadí k nejvýznamnějším osobnostem mezinárodní scény minimalismu, jako jsou např. Larry Bell nebo Daniel Buren.

### Zastoupení ve sbírkách
- Corning Museum of Glass, New York
- The Lannan Foundation of Contemporary Arts, Palm Beach
- Badisches Landesmuseum Karlsruhe
- Kunstmuseum der Veste Coburg
- Kunstmuseum Düsseldorf
- Museum für Kunst und Gewerbe Hamburg
- Württembergisches Landesmuseum, Stuttgart
- Musée des Arts décoratifs, Paříž
- Musée d´Art et d´Histoire, Fribourg
- Musée des Arts décoratifs de la Ville, Lausanne
- Museum van der Tocht, Amstelveen
- Museum Bellerive, Curych
- Suomen Lasimuseo, Riihimäki
- National Museum of Modern Art (MoMAK), Kjóto
- Hokkaido museum of Modern Art, Sapporo
- The National Museum of Modern Art, Tokio
- Himeji Museum of Art, Tokio
- Yokohama Museum of Art
- Grand Crystal Museum, Tchaj-pej, Tchaj-wan
- Moravská galerie v Brně
- Uměleckoprůmyslové muzeum v Praze
- Národní galerie v Praze
- Galerie hlavního města Prahy
- Severočeské muzeum Liberec
- Východočeské muzeum, Pardubice
- Iparmüveszeti Museum, Budapešť
- Státní Puškinovo muzeum, Moskva

Přehled viz:

### Realizace - výběr
- 1978 Kazetový strop čs. velvyslanectví, Káhira
- 1988 - Skleněná plastika před čs. pavilonem 43. bienále, Benátky
- 1991 - Plastika z leštěné žuly, taveného skla a ocele, sportovní areál, Chitose, Japonsko
- 1992 - Prostorová instalace z kovu a skla, čs. pavilon Expo 92, Sevilla
- 2002 - Museum Kampa, Praha: Věž - sklo, ocel, Vodní linka - nerez, světlo, voda, 3 sochy - sklo, ocel, kámen, dřevo
- 2004 - Socha pro astronoma prof. Zdeňka Kopala - Litomyšl[26]
- 2006 - Sochy nad Prahou – Kongresové centrum
- 2010 - Brána času a historiogram, socha na náměstí Krále Jiřího z Poděbrad, Cheb[27]
- Skleněná průhledná krychle (hranol), Vyhlídková věž v Sovových mlýnech, Muzeum Kampa, Praha

Ukázky z tvorby
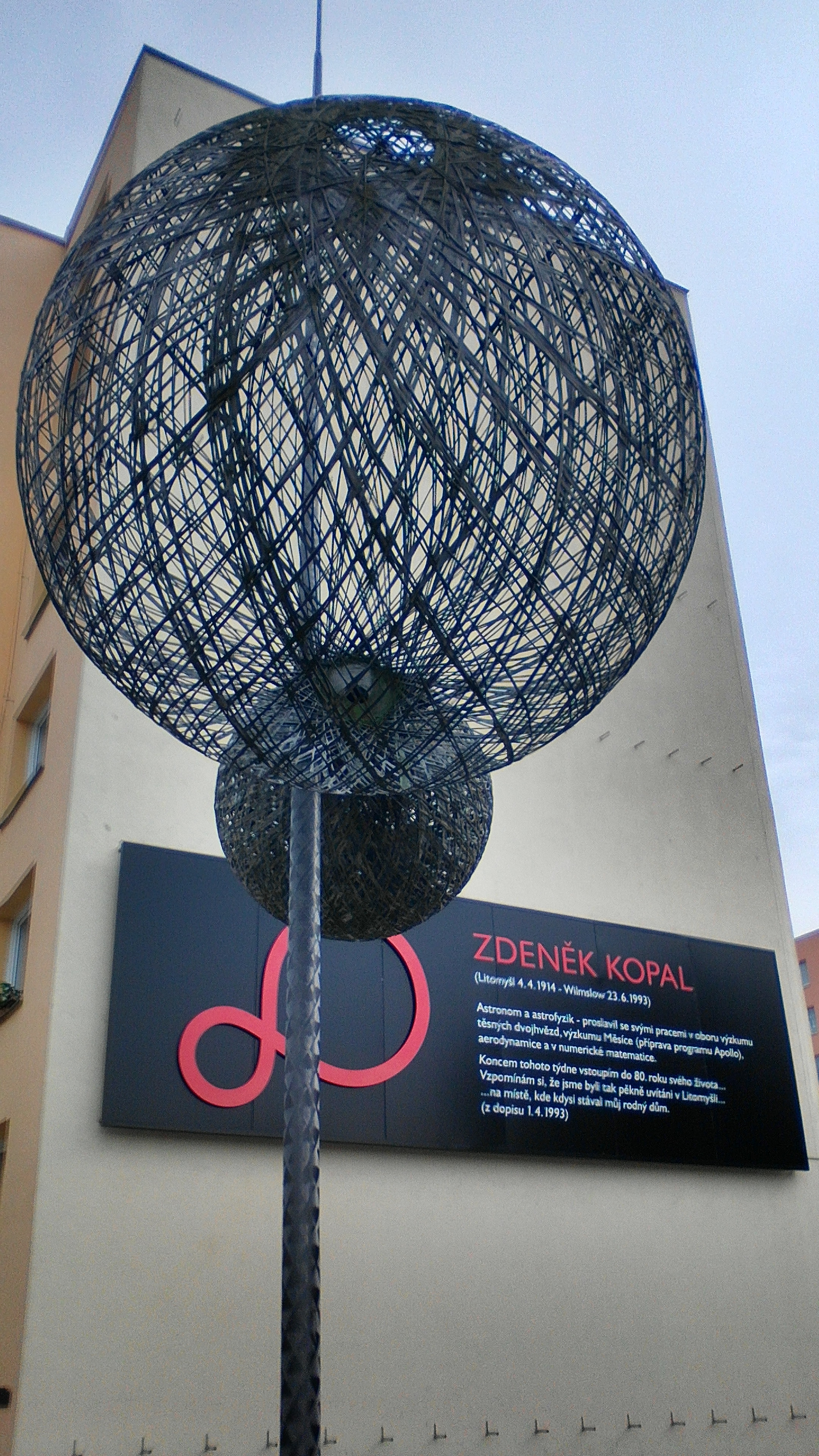
Plastika Dvojhvězda je na místě rodného domu astronoma Zdeňka Kopala v Litomyšli. Vytvořili ji z kevlarových vláken Federico Díaz a Marian Karel.
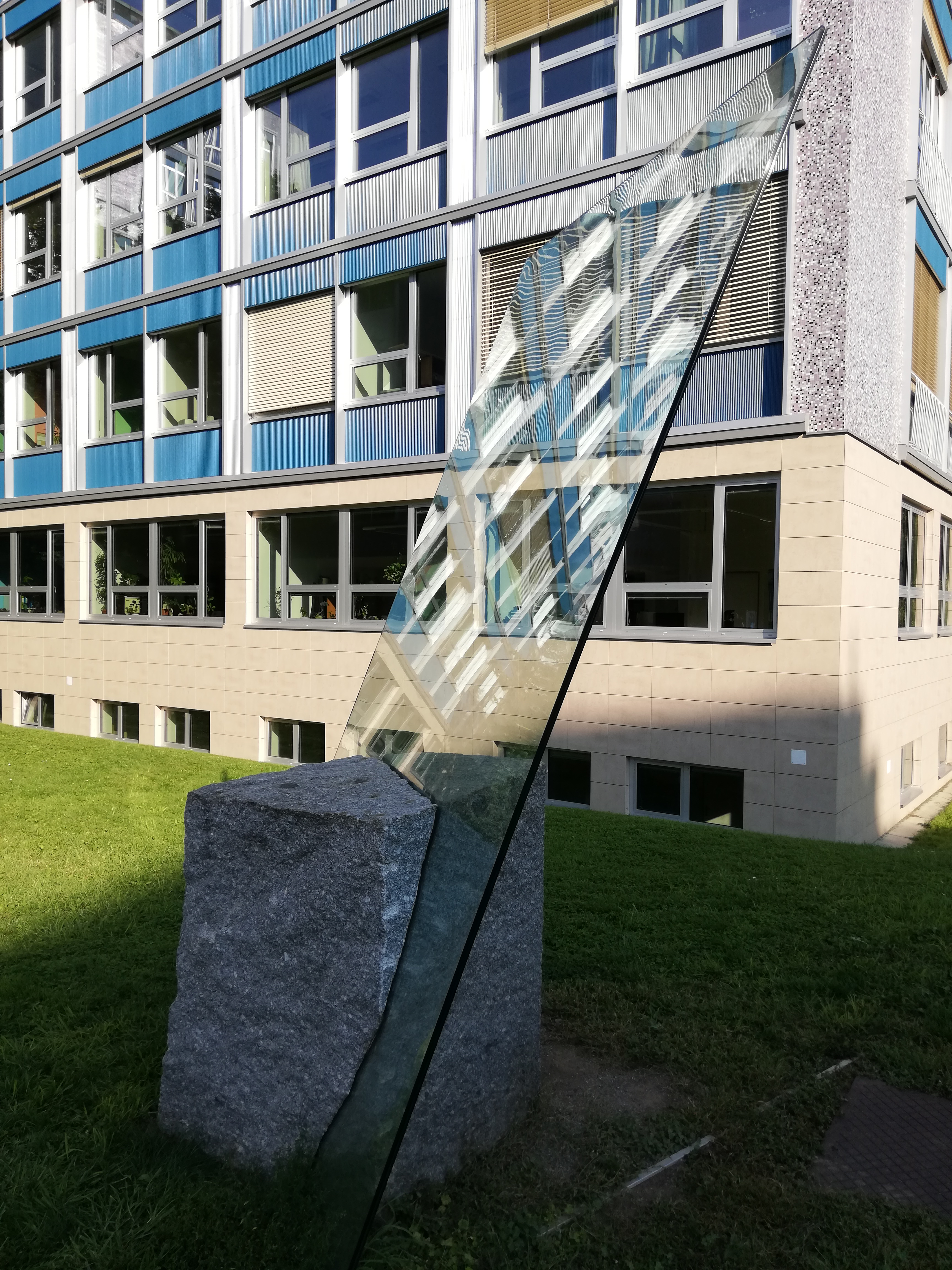
Plastika Průniky; žula, sklo, kov (2014)
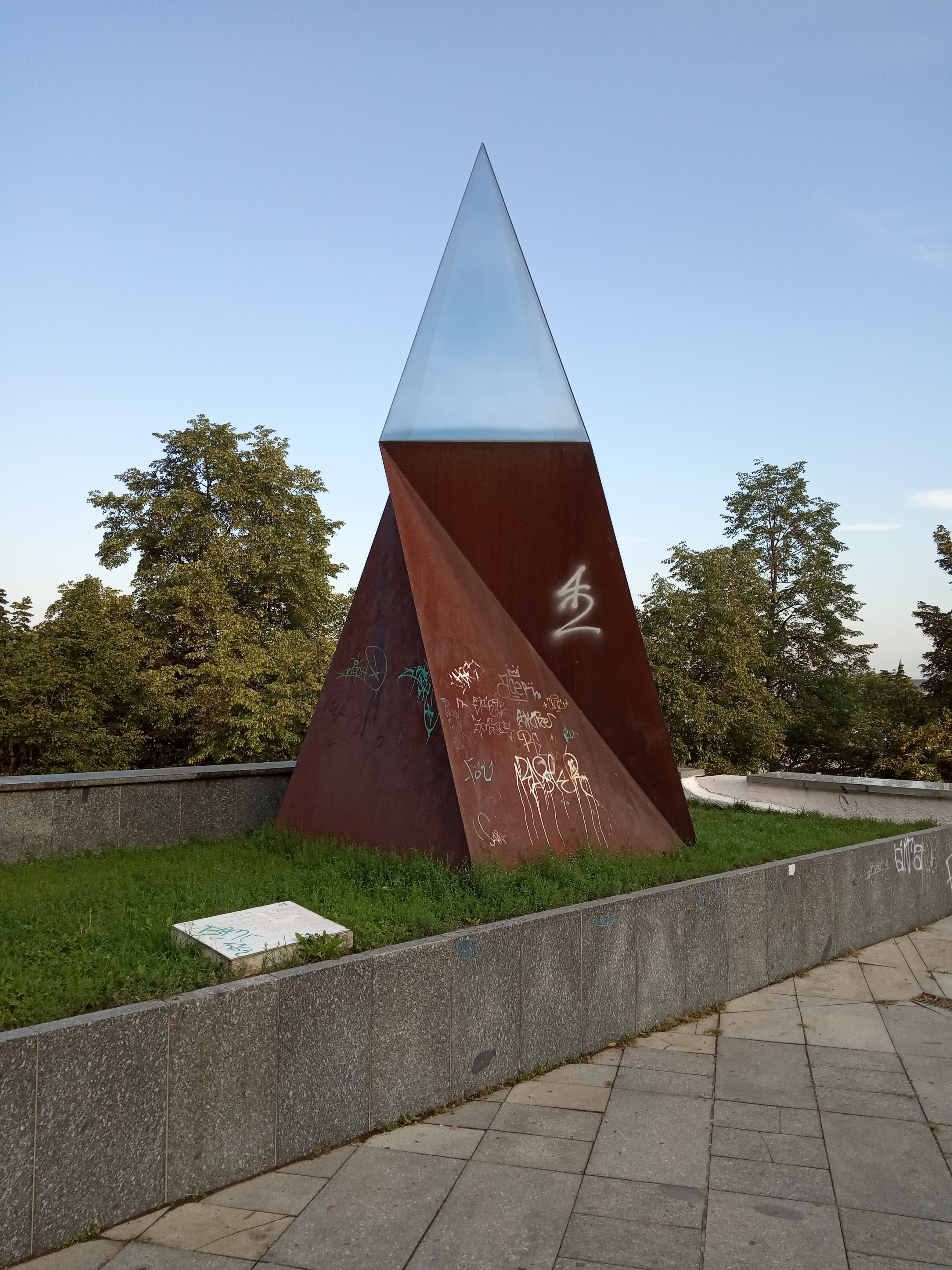
Plastika Pyramida 04 (2006)

### Výstavy

#### Autorské (výběr)
- 1994 Marian Karel, Staroměstská radnice, Praha
- 2000 Marian Karel, Heller Gallery, New York City
- 2006 Marian Karel, Galerie Pokorná, Praha
- 2009 Marian Karel, Museo Madrid, Spain
- 2009 5x Marian Karel, kostel sv. Antonína Paduánského, Sokolov
- 2010 Marian Karel: Karel 66, Galerie Zdeněk Sklenář, Praha
- 2011/2012 Marian Karel: Průniky, Museum Kampa - Nadace Jana a Medy Mládkových, Praha
- 2022 Sklo u Sklenáře: Procházka po vrcholech s hvězdnými skláři (VI. lekce – Marian Karel: Architekt skla), Galerie Zdeněk Sklenář, Praha

#### Kolektivní (výběr)
- 1973 Art tchèque contemporain: Gravure, céramique, verres / Zeitgenössische tschechische Kunst: Druckgraphik, Keramik, Gläser, Musée d'art et d'histoire Fribourg / Museum für Kunst und Geschichte Freiburg, Fribourg
- 1973 Metamorfózy skla, Moravská galerie v Brně
- 1973/1974 Böhmisches Glas der Gegenwart, Museum für Kunst und Gewerbe Hamburg, Kunstmuseum Düsseldorf, Landesmuseum Karlsruhe, Kunstgewerbemuseum Berlin, Kunstsammlungen der Veste Coburg
- 1977 Umělecké sklo 1977. Oborová přehlídka současné sklářské tvorby, Praha
- 1980 Trienále řezaného skla, Uměleckoprůmyslové muzeum, Brno
- 1980 Contemporary Glass - Europe & Japan, National Museum of Modern Art (MoMAK), Kjóto, Tokio
- 1980 Die Kunst Osteuropas im 20. Jahrhundert, Garmisch-Partenkirchen
- 1980 Užité umění 70/80. Sklo, kov, textil, nábytek, keramika., Moravská galerie v Brně
- 1980 Licht, Form, Gestalt, Kunstmuseum Düsseldorf im Ehrendorf
- 1981 Sklo, Galerie Nová síň, Praha
- 1981 Czechoslovakian Glass 1350-1980, The Corning Museum of Glass
- 1981 Glaskunst 81, Orangerie, Kassel
- 1982 World glass now 82, Hokkaido Museum of Modern Art, Sapporo
- 1982 Contemporary Czecholovakian Glass, Jewelry and Sculpture, Foster/White Gallery, Seattle
- 1982 Prostor 1, Památník národního písemnictví, Praha
- 1983 Moderne Tjekkoslovakisk Glas, Kunstindustrimuseet – Museum of Art and Design, Kodaň
- 1983 Skleněná plastika, Dům umění města Brna
- 1983 300 Years of Bohemian Glass and Costume Jewellery, Isetan Museum of Art, Tokio, Hokkaido Museum of Modern Art, Sapporo, Yamanashi Prefectural Museum, Kofu
- 1983 Prostor 2, Veletržní palác, Praha
- 1984 Československé sklo '84: Umělecká sklářská tvorba, Valdštejnská jízdárna, Praha
- 1984/1985 Sklářská sympozia ve Škrdlovicích 1970-1983, Galerie Nová síň, Praha, Horácká galerie v Novém Městě na Moravě
- 1984 Glassculpturen, Zwolsche Algemeene N.V., Nieuwegein
- 1985 Sto let českého užitého umění: České užité umění 1885-1985 ze sbírek Uměleckoprůmyslového muzea v Praze k stému výročí založení muzea, Uměleckoprůmyslové museum, Praha
- 1985 Zweiter Coburger Glaspreis für moderne Glasgestaltung in Europa, Kunstsammlungen der Veste Coburg
- 1986 Contemporary Czechoslovak Glass in Architecture, University of London, Institute of Education, Londýn, Glynn Vivian Art Gallery, Swansea, The Billingham Art Gallery
- 1986 Prostor 3, vodní nádrž, Všemina
- 1987 Vidre d´art, Hivernacle Barcelona, Barcelona
- 1987 Vladimír Kopecký a 8. skleněná plastika, Hrad Svojanov
- 1988 Artistes verriers de Tchécoslovaquie, Galerie Transparence, Brusel
- 1989 Plocha, prostor, Galerie Nová síň, Praha
- 1989/1990 Verres de Bohême: 1400-1989 chefs-d'œuvre des musées de Tchécoslovaquie, Musée des Arts décoratifs, Paříž
- 1989/1990 Reflex der Jahrhunderte, Grassi - Museum für Angewandte Kunst, Lipsko
- 1990 Glastec 90, Messe Halle 6, Düsseldorf
- 1990/1991 Neues Glas in Europa: 50 Künstler - 50 konzepte / New Glass in Europe: 50 Artist - 50 Concepts, Kunstmuseum Düsseldorf
- 1991 Contemporary glass, Yokohama Museum of Art
- 1991/1992 Nomades del Vidre, Barcelona
- 1991 Prague Glass Prize 91 / Sklářská cena Praha 91, Mánes, Praha
- 1992 Situace 92, Mánes, Praha
- 1992/1993 Festival českého a japonského skla 1992 - 1993, Mánes, Praha, Muzeum dekorativního umění Azabu, Tokio, Village of Glass, Hiroshima, Machida City Museum of Graphic Art Machida, Tokio, Bohemia Glass Museum Karuizawa, Nagano
- 1992/1993 Přírůstky českého umění 20. století z let 1989-1992, Jízdárna Pražského hradu, Praha
- 1994 4 x 10 Plastiken aus Thüringen, Bayern, Tschechien, Slowakei, Museum Schloss Wilhelmsburg, Schmalkalden
- 1994 Sklo 20. století, Východočeské muzeum, Pardubice
- 1994 Valdštejnská zahrada 94 (Výstava česko-slovenských umělců), Valdštejnská zahrada, Praha
- 1995 Four glass schools, Art Glass Centre International, Schalkwijk
- 1995 One Hundred Years of Bohemian Glass, Takasaki Museum of Art, Takasaki
- 1995 Prostor, světlo, sklo, Míčovna Pražského hradu, Praha
- 1995 Umělecká beseda 1995, Mánes, Praha
- 1996 Czechoslovakian Glass, The Corning Museum of Glass, Corning
- 1996 Form Light Glass: Contemporary Glass from the Czech Republic, American Craft Museum New York
- 1996 Venezia Aperto Vetro, Benátky
- 1996 Umění a architektura dnes, Klášter sv. Anežky České, Praha
- 1997 Umělecká beseda, Galerie Bayer & Bayer, Mostecká, Praha
- 1998 Sklo a prostor / Glass and Space, Dům U Černé Matky Boží, Praha
- 1999 Doteky: Mezinárodní sympozium v přírodě / Contacts: International Open-air Symposium, Sýpka Klenová
- 1999 Six sculpteurs verriers de la République tchèque, Centre tchèque de Paris
- 2000 Umělecká beseda 1999/2000, Mánes, Praha
- 2000 Via 2000, Kostel Sv. Václava, Praha
- 2000/2001 Light Transfigured - Contemporary Czech Glass Sculpture, Hida Takayama Museum of Art, Gifu, Toyama Shimin Plaza, Toyama, Hiroshima City Museum of Contemporary Art, Kanazu Forest of Creation, Fukui, Odakyu Museum, Tokio
- 2001 Profesor Stanislav Libenský a jeho pokračovatelé, Severočeské muzeum p.o., Liberec
- 2001 300 Years of Czech Decorative Art, Takasaki Museum of Art
- 2002 K poctě výtvarnému týmu - první část Sbírky Jana a Medy Mládkových, Museum Kampa - Nadace Jana a Medy Mládkových, Praha
- 2002 Golem 2002, Vysoká škola uměleckoprůmyslová Praha
- 2002/2003 Un Salon tchèque: architecture contemporaine et design en République Tchèque, Institut francąis d´architecture, Paříž
- 2003/2004 Ejhle světlo / Look Light, Moravská galerie v Brně
- 2003/2004 Umělecká beseda, Městská knihovna Praha, Praha
- 2004 Ejhle světlo / Look Light, Jízdárna Pražského hradu, Praha
- 2005 Czech Glass Now: Contemporary Glass Sculpture 1970-2004, The Corning Museum of Glass,
- 2005 RIDS - VŠUP - Ateliér skla Bruce Chao, Ateliér skla v architektuře Mariana Karla, Galerie Vysoké školy uměleckoprůmyslové (Galerie VŠUP), Praha
- 2007/2008 Členská výstava Umělecké besedy, Orlická galerie v Rychnově nad Kněžnou, Galerie Novoměstská radnice, Praha, Děkanský chrám Nanebevzetí Panny Marie, Most
- 2008 New Face of Prague, České centrum Praha
- 2009 Crossing Borders, Glasmuseet Ebeltoft
- 2009/2010 Voices of Contemporary Glass: The Heineman Collection, The Corning Museum of Glass
- 2010 New Sensitivity, National Art Museum of China (NAMOC), Peking
- 2010 SKLO.KLASIK, Letohrádek královny Anny (Belveder), Praha
- 2010/2011 Tsjechisch glas: Tussen traditie en vernieuwing (1958-2010), Glazen Huis - Vlaams Centrum voor Hedendaagse Glaskunst, Lommel
- 2012/2013 Vše nejlepší! České sklářské umění, Uměleckoprůmyslové museum, Praha
- 2013 Jedenáct, Galerie města Pardubic (GAMPA)
- 2013 Umění v Chebu: Umění ve veřejném prostoru od 19. století do současnosti, Galerie výtvarného umění, Cheb
- 2014 Jedenáct (Absolventi ateliéru profesora Mariana Karla), Klášterní kostel sv. Antonína Paduánského, Sokolov
- 2015/2016 Glassplus à la Borges aneb Zrcadlo a maskáč, Dvorak Sec Contemporary (DSC Gallery), Praha
- 2019 Международно биенале на стъклото / International biennale of glass, National Gallery – National Art Gallery (Nacionalna chudožestvena galerija), Sofie

### Autorské katalogy
- Marian Karel, Geometric Illusions, New Heller Gallery, New York, 1989
- Marian Karel - Pavel Trnka, text Martine Loeb, Paris 1989
- Marian Karel, Clara Scremini Gallery, Paris 1993, ISBN 2-909 632-024

### Souborné katalogy (výběr)
- Alena Adlerová, Böhmisches Glas der Gegenwart, Museum für Kunst und Gewerbe Hamburg, 1973
- Heino Maedebach (ed.), Coburger Glaspreis 1977 für Moderne Glasgestaltung in Europa, Coburg 1977
- New Glass, A Worldwide Survey, The Corning Museum of Glass 1979
- Alena Adlerová, Contemporary Bohemian Glass, 71 p., Odeon, Praha, 1979
- Helmut Ricke, Licht, Form, Gestalt (Objekte aus geschliffenem Glas), Kunstmuseum Düsseldorf im Ehrendorf, Düsseldorf 1980
- Contemporary Glass - Europe & Japan, National Museum of Modern Art, Kyoto 1980
- Dušan Šindelář, Sklo, kat. 12 s., Galerie Nová síň, Praha 1981
- Glass in the Modern World, 214 p., Tankosha Publishing, Japan 1981
- The Corning Museum of Glass, ed., Czechoslovakian Glass 1350-1980, Dover Publicatins Inc., New York 1981
- World Glas Now ´82, Hokkaido Museum of Modern Art, Sapporo 1982
- Moderne Tjekoslovakisk Glas, Kunstindustrimuseet, Kobenhaven 1983
- Takeuchi Genji (ed.), Glass ´84 in Japan, Talking to the World, Japan Glass Artcrafts Association, Tokyo 1984
- Jiří Karbaš, České výtvarné umění v architektuře 1945 - 1985, Odeon, Praha 1985
- Václav Erben, Plocha, prostor, Galerie Nová síň, Praha 1989
- Helmut Ricke, Reflex der Jahrhunderte, 325 s., Grassi - Museum für Angewandte Kunst, Leipzig 1989
- Dan Klein, Glass: A  Contemporary Art, William Collins Sons & Co. Ltd., London 1989
- Susanne K. Frantz, Contemporary Glass, A World Survey from the Corning Museum of Glass, Harry N. Abrams, New York 1989
- Jean-Luc Olivié, Sylva Petrová, Verres de Bohême (1400-1989 chefs-d'œuvre des musées de Tchécoslovaquie), Flammarion, Paris - Union des Arts Décoratifs, Paris 1989, ISBN 2-08-012144-8
- Jean-Luc Olivié, Sylva Petrová, Bohemian Glass (1400-1989), Flammarion, Paris - Union des Arts Décoratifs, Paris 1990, ISBN  2-08-013502-3
- Helmut Ricke, Neues Glas in Europa / New Glass in Europe (50 Künstler - 50 Konzepte / 50 Artist - 50 Concepts), 325 s., Verlagsanstalt Handwerk GmbH, Düsseldorf 1990
- Clara Scremini Gallery: Regard sur le verre contemporain 1985-1990, Paris 1990
- One Hundred Years of Bohemian Glass, text O. Palata, Takasaki Museum of Art, 1995
- Awareness in the Context of Time, text Oldřich Palata, Riley Hawk Galleries, 1997
- Antonín Langhamer, Legenda o českém skle / The Legend of Bohemian Glass / Legende vom böhmischen Glas, TIGRIS spol. s r. o., Prštné, Zlín 1999
- Chad Wyatt, 101 umělců v České republice / 101 Artists in the Czech Republic, Nakladatelství Argo, Praha 2000, ISBN  80-7203-290-9
- Oldřich Palata, Profesor Stanislav Libenský a jeho pokračovatelé (Ježek, Karel, Machač, Dostál), Severočeské muzeum v Liberci 2001
- Herzán D a kol., New Face of Prague (Současná architektura v Praze po roce 1989 / Contemporary Architecture in Prague after 1989), Galerie Jaroslava Fragnera, Praha 2008, ISBN 978-80-254-2574-9
- Knížák M a kol., New Sensitivity / Nová citlivost, 2010, 189 s., ang. č. čín., NG v Praze, ISBN 9788070354421
- Zbyněk Černý, Marcel Fišer, Umění v Chebu (Umění ve veřejném prostoru), GVU Cheb 2013, ISBN 978-80-87395-09-7
- Miroslav Vojtěchovský, Skleněné rozhovory / Glass Dialogues (České umělecké sklo na fotografiích Miroslava Vojtěchovského / Czech Glass Art in photographs by Miroslav Vojtěchovský), Createam, s.r.o., Praha 2016, ISBN 978-80-86801-09-4
- Jiří Šetlík, Provázejí mne životem (Vyprávění o obrazech, plastikách a jejich tvůrcích), Muzeum umění a designu Benešov 2019

### Diplomové práce
- Anežka Chalupová, Minimalistické tendence v českém umění, diplomová práce, Katedra dějin umění FF UP v Olomouci, 2018 on-line
- Sabina Soušková, Pomníková tvorba v České republice 1989–2012 v kontextu současné sochařské produkce, diplomová práce, Katedra dějin umění FF UP v Olomouci, 2013 on-line

### Encyklopedie
- Who´s Who in Contemporary Glass Art. A Comprehensive World Guide to Glass Artists-Craftsmen-Designers, Waldrich Verlag, München 1993, p. 253-254
- Anděla Horová (ed.), Nová encyklopedie českého výtvarného umění I, Praha 1995, s. 339‒340
- Peter Layton, Glass Art, 216 p., A & C Black, University of Washington Press 1996, ISBN 0-295-97565-2
- Petr Meissner (ed.), Český biografický slovník XX. století,  II. díl K-P, 656 s., nakl. Paseka 1999, ISBN 80-7185-246-5
- Zbyšek Malý (ed.), Slovník českých a slovenských výtvarných umělců 1950–2001 (V. Ka – Kom), Výtvarné centrum Chagall, Ostrava 2000, ISBN 80-86171-05-1
- Sylva Petrová, České sklo, 283 s., Gallery, Praha, 2001, ISBN 80-86010-44-9
- Dan Klein, Artists in Glass (Late Twentieh Century Masters in Glass), Mitchell Beazley, London 2001, ISBN 1-84000-340-5
- Jolana Stádníková, Michael Třeštík (eds.), Kdo je kdo (Osobnosti české současnosti), 775 s., Agentura Kdo je kdo, 2005
- Verena Wasmuth, Tschechisches Glas, 529 s., Böhlau Verlag, Kolín nad Rýnem 2016, ISBN 978-3-412-50170-9
- Sylva Petrová, Czech Glass, UMPRUM, Praha 2018, ISBN 978-80-87989-63-0

### Články (výběr)
- Kristián Suda, Bezprostřednost tvaru, bezprostřednost prostoru, Domov 1979, č. 2, s. 23-26
- Jaromíra Maršíková, Le verre sortant de l´atelier de jeunes artistes, Marian Karel, Revue de verre XXXV, 1980, No. 7, p. 6-9
- Viktor Vondra, Exposition in the USA, Glass Review 42, 1987, no. 12, p. 23-25
- N. Darzac: Marian Karel expose à Clara Scremini Gallery, L´Oeil 1989
- Sylva Petrová, Glass in Sevilla, Neues Glas 1992, Nr. 4, s. 8-17
- M. Shinohara, An Interview with Dana Zámečníková and Marian Karel, Glasswork 11, March 1992, p. 30
- Danielle Delouche: Marian Karel, Glass Magazine 1993
- Jiří Šetlík: Marian Karel - Dialogue with Space, Neues Glas / New Glass 2, 2001, p. 14-21